# 조나단 리섹키
조나단 리섹키(Jonathan Lisecki)는 미국의 영화 감독, 배우, 영화 프로듀서이다.

## 영화
- 키스 미, 킬 미 (2015년)
- 게이바이 (2012년)
- 우스 (2011년)
- 게이바이 (2010년)